# Bilbil tajwański
Bilbil tajwański (Pycnonotus taivanus) – gatunek małego, azjatyckiego ptaka z rodziny bilbili (Pycnonotidae).
Bilbil tajwański jest endemitem wschodniej i południowej części Tajwanu. Nie wyróżnia się podgatunków.
Liczebność populacji szacuje się na około 10–20 tysięcy dorosłych osobników. Chociaż jest ptakiem często spotykanym na terenie swoich siedlisk, od 2000 roku uznawany jest przez IUCN za gatunek narażony na wyginięcie. Niebezpieczeństwo wynika z działalności człowieka, który uszczupla tereny jego występowania. Zagrożeniem jest również proces hybrydyzacji ze spokrewnionym bilbilem chińskim (Pycnonotus sinensis). Obszary występowania tych gatunków w coraz większym stopniu nakładają się na siebie. Popularność zwiększającego swój zasięg występowania bilbila chińskiego związana jest z jego rolą w ceremoniach buddyjskich.